# Physoclypeus montana
Physoclypeus montana är en tvåvingeart som först beskrevs av Becker 1919.  Physoclypeus montana ingår i släktet Physoclypeus och familjen lövflugor.
Artens utbredningsområde är Ecuador. Inga underarter finns listade i Catalogue of Life.